# Joseph Keilberth
Joseph Keilberth est un chef d'orchestre allemand, né à Karlsruhe le 19 avril 1908 et mort à Munich le 20 juillet 1968.

## Biographie
Il est un spécialiste de Richard Wagner notamment, qu'il dirigea fréquemment au Festival de Bayreuth à partir de 1952 et au moins autant de Richard Strauss. De 1950 à sa mort, il a été à la tête de l'Orchestre symphonique de Bamberg, ville de taille modeste mais dotée d'une des phalanges les plus prestigieuses d'Allemagne.
Immensément doué — Sergiu Celibidache l'admirait beaucoup — mais peu enclin aux répétitions, Keilberth a laissé, à l'instar de Hans Knappertsbusch, des enregistrements où le coup de génie voisine avec le laisser-aller le plus consternant, sur un mode cependant plus aimable et souriant que celui de son illustre aîné.
Il mourut d'une crise cardiaque, la baguette à la main, en dirigeant Tristan et Isolde à Munich, exactement au même endroit où Felix Mottl avait eu le 21 juin 1911 l'attaque dont il devait mourir onze jours après (le 2 juillet). Vingt ans plus tard, sur la même estrade, le chef italien Giuseppe Patanè connut le même sort le 29 mai 1989 en dirigeant Le Barbier de Séville.

## Répertoire
Sa discographie comprend des symphonies de Ludwig van Beethoven, de Brahms, Bruckner, Schumann et Dvořák, des opéras de Richard Wagner, Richard Strauss, ainsi que des œuvres de Mozart et de Pfitzner. Il est également fréquemment apparu en chef invité au Festival de Salzbourg.